# Angraecum longicalcar
Angraecum longicalcar is een epifytische orchidee die endemisch is in Madagaskar.
De plant staat in appendix II van CITES. Voor deze plant betekent dit dat de plant of delen (behalve zaden, stuifmeel en pollinia) daarvan niet uit het wild mogen worden gehaald om te worden verhandeld of te worden geëxporteerd als daar geen speciale CITES-vergunning voor is verleend.